# Ekholma
Ekholma var före 2015 en av SCB avgränsad och namnsatt småort i Herrestads socken i Uddevalla kommun i Västra Götalands län. Småorten upphörde 2015 när området växte samman med bebyggelsen i Lanesund och Överby.